# Náhon Alba
Náhon Alba, též Třebechovický náhon nebo vodní kanál Alba, lidově zvaný Vantroka, je náhon v okresech Rychnov nad Kněžnou a Hradec Králové v Královéhradeckém kraji. Jeho délka je 17,4 km. Plocha povodí měří 66,2 km². Podle historických záznamů byl vybudován ještě před rokem 1400 a patří tak mezi nejstarší vodní díla na území Čech. Šířka koryta se pohybuje mezi 1,5 až 3 m. Náhon sloužil k napájení rybníků, mlýnů a pil.

## Průběh toku
Alba vzniká odbočením z řeky Bělé u jižního okraje Častolovic na 1,0 říčním kilometru. Na horním toku proudí západním směrem, na středním a dolním toku směřuje na severozápad souběžně s Divokou Orlicí a spojenou Orlicí. V některých úsecích se tok chová přirozeně a vytváří meandry, tůně a slepá ramena. Vlévá se zleva do řeky Dědiny, v Třebechovicích pod Orebem, nad jejím ústím do řeky Orlice. 

### Větší přítoky
- Olešnický potok, zprava, ř. km 14,7
- Houkvický potok, zprava, ř. km 4,3

## Vodní režim
Technická kapacita náhonu činí 0,6 m³/s. Průměrně jím za rok proteče 11,0 mil. m³ vody (přibližně 0,35 m³/s). Z pravé strany je posilován přítoky, z nichž největší je Olešnický potok. Pod ústím Olešnického potoka se na toku nachází funkční objekt zajišťující ve vodném období maximální průtok 0,45 m³/s. Za nízkého stavu je náhon dotován vodou z Olešnického potoka. Z levé strany je naopak oslabován odtokem vody do vodotečí, které v minulosti napájely soustavy rybníků a původních koryt jednotlivých přítoků, takže po celé své délce má přibližně stejný průtok.